# Temporada 2020 de ADAC Fórmula 4
El Campeonato de Fórmula 4 ADAC 2020 fue la sexta temporada de la Fórmula 4 ADAC, una serie de carreras de motor de ruedas abiertas. Fue un campeonato de automovilismo de múltiples eventos que contó con pilotos que competían en autos de carrera de un solo asiento Tatuus - Abarth de 1.4 litros que cumplían con las regulaciones técnicas del campeonato. La temporada la ganó Jonny Edgar, piloto de la escudería Van Amersfoort Racing y piloto junior de Red Bull.

## Equipos y pilotos
| Equipo                  | N.º | Pilotos            | Clase | Rondas |
| ----------------------- | --- | ------------------ | ----- | ------ |
| R-ace GP                | 3   | Roee Meyuhas       |       | 5-7    |
| R-ace GP                | 4   | Victor Bernier     |       | Todas  |
| R-ace GP                | 5   | Artem Lobanenko    |       | 1-2, 4 |
| R-ace GP                | 6   | Kirill Smal        | R     | Todas  |
| ADAC Berlin-Brandeburgo | 7   | Josef Knopp        | R     | Todas  |
| ADAC Berlin-Brandeburgo | 23  | Erick Zúñiga       | R     | 3-7    |
| ADAC Berlin-Brandeburgo | 29  | Joshua Dürksen     |       | Todas  |
| Prema Powerteam         | 15  | Sebastián Montoya  | R     | 2-3    |
| Prema Powerteam         | 16  | Dino Beganovic     | R     | 2-3    |
| Prema Powerteam         | 46  | Gabriele Minì      | R     | 2-3    |
| Van Amersfoort Racing   | 17  | Jonny Edgar        |       | Todas  |
| Van Amersfoort Racing   | 18  | Cenyu Han          | R     | 6-7    |
| Van Amersfoort Racing   | 51  | Francesco Pizzi    | R     | 2-4    |
| Van Amersfoort Racing   | 52  | Jak Crawford       |       | Todas  |
| US Racing               | 58  | Elias Seppänen     |       | Todas  |
| US Racing               | 77  | Tim Tramnitz       | R     | Todas  |
| US Racing               | 87  | Oliver Bearman     | R     | Todas  |
| US Racing               | 95  | Vladislav Lomko    | R     | Todas  |
| Iron Lynx               | 72  | Leonardo Fornaroli | N I   | 3      |
| Iron Lynx               | 78  | Hamda Al Qubaisi   | I     | 3      |

| Icono | Leyenda                                                  |
| ----- | -------------------------------------------------------- |
| R     | Novato                                                   |
| I     | Los pilotos invitados no son elegibles para sumar puntos |

## Calendario y resultados
El calendario inicial se publicó el 10 de enero de 2020. El 10 de abril de 2020, la serie anunció un calendario revisado, retrasando el inicio de la temporada debido a la pandemia de coronavirus 2019-20 . El segundo evento de Nürburgring apoyó las 24 Horas de Nürburgring 2020, mientras que las otras rondas apoyaron el ADAC GT Masters 2020. Otro calendario alterado de siete rondas se publicó el 24 de mayo de 2020. El sexto fin de semana de carreras de la temporada se trasladó del Circuit Zandvoort al EuroSpeedway Lausitz debido al alto número de infecciones en los Países Bajos y la clasificación como zona de riesgo por parte del gobierno alemán.
| Ronda | Ronda | Circuito                      | Fecha            | Pole Position  | Vuelta rápida     | Piloto ganador  | Equipo ganador          | Ganador rookie  |
| ----- | ----- | ----------------------------- | ---------------- | -------------- | ----------------- | --------------- | ----------------------- | --------------- |
| 1     | C1    | EuroSpeedway Lausitz          | 1 de agosto      | Jak Crawford   | Jonny Edgar       | Jonny Edgar     | Van Amersfoort Racing   | Tim Tramnitz    |
| 1     | C2    | EuroSpeedway Lausitz          | 2 de agosto      | Jak Crawford   | Jonny Edgar       | Jonny Edgar     | Van Amersfoort Racing   | Tim Tramnitz    |
| 1     | C3    | EuroSpeedway Lausitz          | 2 de agosto      |                | Vladislav Lomko   | Elias Seppänen  | US Racing               | Kirill Smal     |
| 2     | C1    | Nürburgring                   | 15 de agosto     | Gabriele Minì  | Jonny Edgar       | Gabriele Minì   | Prema Powerteam         | Gabriele Minì   |
| 2     | C2    | Nürburgring                   | 15 de agosto     | Jonny Edgar    | Jonny Edgar       | Jonny Edgar     | Van Amersfoort Racing   | Gabriele Minì   |
| 2     | C3    | Nürburgring                   | 16 de agosto     |                | Gabriele Minì     | Joshua Dürksen  | ADAC Berlin-Brandenburg | Gabriele Minì   |
| 3     | C1    | Hockenheimring                | 19 de septiembre | Joshua Dürksen | Jak Crawford      | Joshua Dürksen  | ADAC Berlin-Brandenburg | Francesco Pizzi |
| 3     | C2    | Hockenheimring                | 19 de septiembre | Gabriele Minì  | Gabriele Minì     | Oliver Bearman  | US Racing               | Oliver Bearman  |
| 3     | C3    | Hockenheimring                | 20 de septiembre |                | Sebastián Montoya | Victor Bernier  | R-ace GP                | Gabriele Minì   |
| 4     | C1    | Nürburgring                   | 25 de septiembre | Jak Crawford   | Joshua Dürksen    | Jak Crawford    | Van Amersfoort Racing   | Tim Tramnitz    |
| 4     | C2    | Nürburgring                   | 26 de septiembre | Jonny Edgar    | Jak Crawford      | Jonny Edgar     | Van Amersfoort Racing   | Oliver Bearman  |
| 4     | C3    | Nürburgring                   | 26 de septiembre |                | Vladislav Lomko   | Vladislav Lomko | US Racing               | Vladislav Lomko |
| 5     | C1    | Red Bull Ring                 | 17 de octubre    | Jonny Edgar    | Victor Bernier    | Jonny Edgar     | Van Amersfoort Racing   | Tim Tramnitz    |
| 5     | C2    | Red Bull Ring                 | 18 de octubre    | Jonny Edgar    | Jak Crawford      | Jonny Edgar     | Van Amersfoort Racing   | Kirill Smal     |
| 5     | C3    | Red Bull Ring                 | 18 de octubre    |                | Victor Bernier    | Jak Crawford    | Van Amersfoort Racing   | Vladislav Lomko |
| 6     | C1    | EuroSpeedway Lausitz          | 31 de octubre    | Elias Seppänen | Victor Bernier    | Vladislav Lomko | US Racing               | Vladislav Lomko |
| 6     | C2    | EuroSpeedway Lausitz          | 1 de noviembre   | Kirill Smal    | Oliver Bearman    | Jak Crawford    | Van Amersfoort Racing   | Tim Tramnitz    |
| 6     | C3    | EuroSpeedway Lausitz          | 1 de noviembre   |                | Jak Crawford      | Victor Bernier  | R-ace GP                | Tim Tramnitz    |
| 7     | C1    | Motorsport Arena Oschersleben | 7 de noviembre   | Jonny Edgar    | Jak Crawford      | Jak Crawford    | Van Amersfoort Racing   | Tim Tramnitz    |
| 7     | C2    | Motorsport Arena Oschersleben | 8 de noviembre   | Jak Crawford   | Jonny Edgar       | Jak Crawford    | Van Amersfoort Racing   | Oliver Bearman  |
| 7     | C3    | Motorsport Arena Oschersleben | 8 de noviembre   |                | Jonny Edgar       | Tim Tramnitz    | US Racing               | Tim Tramnitz    |

## Clasificaciones
Se otorgaron puntos a los 10 primeros clasificados en cada carrera. No se otorgaron puntos por la pole position o la vuelta rápida. La clasificación final se obtuvo sumando las puntuaciones de los 19 mejores resultados, incluidas las descalificaciones obligatorias, obtenidas durante las carreras disputadas.
| Posición | 1.º | 2.º | 3.º | 4.º | 5.º | 6.º | 7.º | 8.º | 9.º | 10.º |
| Puntos   | 25  | 18  | 15  | 12  | 10  | 8   | 6   | 4   | 2   | 1    |

### Campeonato de pilotos
| Pos.                                   | Piloto             | LAU1 | LAU1 | LAU1 | NÜR1 | NÜR1 | NÜR1 | HOC | HOC | HOC | NÜR2 | NÜR2 | NÜR2 | RBR | RBR | RBR | LAU2 | LAU2 | LAU2 | OSC | OSC | OSC | Puntos |
| -------------------------------------- | ------------------ | ---- | ---- | ---- | ---- | ---- | ---- | --- | --- | --- | ---- | ---- | ---- | --- | --- | --- | ---- | ---- | ---- | --- | --- | --- | ------ |
| 1                                      | Jonny Edgar        | 1    | 1    | 7    | 2    | 1    | 5    | 3   | 4   | 17  | 3    | 1    | 6    | 1   | 1   | 7   | 7    | 7    | 4    | 12  | 2   | 2   | 300    |
| 2                                      | Jak Crawford       | 4    | 2    | 10   | 10   | 4    | 2    | 2   | 8   | 2   | 1    | 4    | 3    | 3   | 2   | 1   | 8    | 1    | Ret  | 1   | 1   | 6   | 298    |
| 3                                      | Elias Seppänen     | 3    | 8    | 1    | 3    | 2    | 4    | 4   | 6   | 3   | Ret  | 2    | 5    | 4   | 4   | 2   | 3    | Ret  | 6    | 3   | 5   | 3   | 257    |
| 4                                      | Tim Tramnitz       | 5    | 3    | 5    | 7    | 5    | 6    | 6   | 2   | 7   | 4    | 5    | 2    | 5   | 11  | 5   | 9    | 2    | 2    | 5   | 8   | 1   | 226    |
| 5                                      | Victor Bernier     | 7    | 4    | 2    | 4    | 9    | 7    | Ret | 5   | 1   | 7    | 11   | 11   | 2   | 5   | 3   | 2    | 5    | 1    | 4   | 6   | 4   | 225    |
| 6                                      | Joshua Dürksen     | 2    | 11   | 9    | 9    | 6    | 1    | 1   | 11  | 5   | 2    | 9    | Ret  | 9   | 3   | 12  | 4    | 4    | 7    | 2   | 7   | 5   | 191    |
| 7                                      | Oliver Bearman     | 10   | 7    | 6    | 13   | 7    | 10   | Ret | 1   | 8   | 6    | 3    | 4    | 6   | 10  | 8   | 5    | 6    | Ret  | 7   | 3   | 7   | 144    |
| 8                                      | Vladislav Lomko    | 6    | 6    | Ret  | 6    | 15   | DSQ  | 8   | 10  | 11  | 8    | 8    | 1    | 7   | 7   | 4   | 1    | Ret  | 10   | 6   | 4   | 10  | 133    |
| 9                                      | Kirill Smal        | 11   | 5    | 3    | 12   | 12   | DNS  | 12  | 14  | 15  | 12†  | 10   | 7    | 11  | 6   | 6   | 6    | 3    | 3    | 9   | 13† | 9   | 91     |
| 10                                     | Gabriele Minì      |      |      |      | 1    | 3    | 3    | Ret | 3   | 4   |      |      |      |     |     |     |      |      |      |     |     |     | 82     |
| 11                                     | Francesco Pizzi    |      |      |      | 5    | 14   | 9    | 5   | 7   | 6   | 5    | 6    | Ret  |     |     |     |      |      |      |     |     |     | 54     |
| 12                                     | Josef Knopp        | 8    | 10   | 8    | 11   | 10   | 13   | 14  | 15  | 10  | 9    | 13   | 8    | 8   | Ret | 9   | 11   | 10   | 9    | 8   | 9   | 12  | 32     |
| 13                                     | Artem Lobanenko    | 9    | 9    | 4    | Ret  | 13   | 12   |     |     |     | 11   | 7    | 9    |     |     |     |      |      |      |     |     |     | 24     |
| 14                                     | Roee Meyuhas       |      |      |      |      |      |      |     |     |     |      |      |      | 10  | 9   | 11  | 10   | 8    | 5    | 10  | 10  | Ret | 20     |
| 15                                     | Erick Zúñiga       |      |      |      |      |      |      | 9   | 12  | 13  | 10   | 12   | 10   | 12  | 8   | 10  | 12   | 9    | 8    | Ret | 12  | 8   | 19     |
| 16                                     | Dino Beganovic     |      |      |      | Ret  | 11   | 8    | 7   | 9   | 16  |      |      |      |     |     |     |      |      |      |     |     |     | 12     |
| 17                                     | Sebastián Montoya  |      |      |      | 8    | 8    | 11   | 13  | Ret | 9   |      |      |      |     |     |     |      |      |      |     |     |     | 10     |
| 18                                     | Cenyu Han          |      |      |      |      |      |      |     |     |     |      |      |      |     |     |     | 13   | 11   | 11   | 11  | 11  | 11  | 0      |
| Pilotos no elegibles para sumar puntos |                    |      |      |      |      |      |      |     |     |     |      |      |      |     |     |     |      |      |      |     |     |     |        |
|                                        | Hamda Al Qubaisi   |      |      |      |      |      |      | 10  | 16  | 14  |      |      |      |     |     |     |      |      |      |     |     |     |        |
|                                        | Leonardo Fornaroli |      |      |      |      |      |      | 11  | 13  | 12  |      |      |      |     |     |     |      |      |      |     |     |     |        |
| Pos.                                   | Piloto             | LAU1 | LAU1 | LAU1 | NÜR1 | NÜR1 | NÜR1 | HOC | HOC | HOC | NÜR2 | NÜR2 | NÜR2 | RBR | RBR | RBR | LAU2 | LAU2 | LAU2 | OSC | OSC | OSC | Puntos |

| Color     | Resultado                                                               |
| --------- | ----------------------------------------------------------------------- |
| Oro       | Ganador                                                                 |
| Plata     | 2.ª plaza                                                               |
| Bronce    | 3.ª plaza                                                               |
| Verde     | Finalizó en los puntos                                                  |
| Azul      | Finalizó sin puntos                                                     |
| Azul      | NC - No clasificado                                                     |
| Violeta   | Ret - No terminó (Carrera)                                              |
| Rojo      | DNQ - No se clasificó                                                   |
| Negro     | DSQ - Descalificado                                                     |
| Blanco    | DNS - No empezó (carrera)                                               |
| Blanco    | WD - Retirado (fin de semana)                                           |
| Blanco    | C - Carrera cancelada                                                   |
| Sin color | DNP - Inscrito pero no participó                                        |
| Sin color | INJ - Lesionado                                                         |
| Sin color | EX - Excluido                                                           |
| Estado    | Resultado                                                               |
| Negrita   | Pole position                                                           |
| Cursiva   | Vuelta rápida                                                           |
| †         | Abandona, pero clasifica al completar el porcentaje requerido para ello |

### Campeonato de novatos
| Pos.                                   | Piloto             | LAU1 | LAU1 | LAU1 | NÜR1 | NÜR1 | NÜR1 | HOC | HOC | HOC | NÜR2 | NÜR2 | NÜR2 | RBR | RBR | RBR | LAU2 | LAU2 | LAU2 | OSC | OSC | OSC | Puntos |
| -------------------------------------- | ------------------ | ---- | ---- | ---- | ---- | ---- | ---- | --- | --- | --- | ---- | ---- | ---- | --- | --- | --- | ---- | ---- | ---- | --- | --- | --- | ------ |
| 1                                      | Tim Tramnitz       | 5    | 3    | 5    | 7    | 5    | 6    | 6   | 2   | 7   | 4    | 5    | 2    | 5   | 11  | 5   | 9    | 2    | 2    | 5   | 8   | 1   | 408    |
| 2                                      | Oliver Bearman     | 10   | 7    | 6    | 13   | 7    | 10   | Ret | 1   | 8   | 6    | 3    | 4    | 6   | 10  | 8   | 5    | 6    | Ret  | 7   | 3   | 7   | 293    |
| 3                                      | Vladislav Lomko    | 6    | 6    | Ret  | 6    | 15   | DSQ  | 8   | 10  | 11  | 8    | 8    | 1    | 7   | 7   | 4   | 1    | Ret  | 10   | 6   | 4   | 10  | 264    |
| 4                                      | Kirill Smal        | 11   | 5    | 3    | 12   | 12   | DNS  | 12  | 14  | 15  | 12†  | 10   | 7    | 11  | 6   | 6   | 6    | 3    | 3    | 9   | 13† | 9   | 236    |
| 5                                      | Josef Knopp        | 8    | 10   | 8    | 11   | 10   | 13   | 14  | 15  | 10  | 9    | 13   | 8    | 8   | Ret | 9   | 11   | 10   | 9    | 8   | 9   | 12  | 185    |
| 6                                      | Erick Zúñiga       |      |      |      |      |      |      | 9   | 12  | 13  | 10   | 12   | 10   | 12  | 8   | 10  | 12   | 9    | 8    | Ret | 12  | 8   | 133    |
| 7                                      | Francesco Pizzi    |      |      |      | 5    | 14   | 9    | 5   | 7   | 6   | 5    | 6    | Ret  |     |     |     |      |      |      |     |     |     | 122    |
| 8                                      | Gabriele Minì      |      |      |      | 1    | 3    | 3    | Ret | 3   | 4   |      |      |      |     |     |     |      |      |      |     |     |     | 115    |
| 9                                      | Dino Beganovic     |      |      |      | Ret  | 11   | 8    | 7   | 9   | 16  |      |      |      |     |     |     |      |      |      |     |     |     | 49     |
| 10                                     | Cenyu Han          |      |      |      |      |      |      |     |     |     |      |      |      |     |     |     | 13   | 11   | 11   | 11  | 11  | 11  | 48     |
| 11                                     | Sebastián Montoya  |      |      |      | 8    | 8    | 11   | 13  | Ret | 9   |      |      |      |     |     |     |      |      |      |     |     |     | 46     |
| Pilotos no elegibles para sumar puntos |                    |      |      |      |      |      |      |     |     |     |      |      |      |     |     |     |      |      |      |     |     |     |        |
|                                        | Leonardo Fornaroli |      |      |      |      |      |      | 11  | 13  | 12  |      |      |      |     |     |     |      |      |      |     |     |     |        |
| Pos.                                   | Piloto             | LAU1 | LAU1 | LAU1 | NÜR1 | NÜR1 | NÜR1 | HOC | HOC | HOC | NÜR2 | NÜR2 | NÜR2 | RBR | RBR | RBR | LAU2 | LAU2 | LAU2 | OSC | OSC | OSC | Puntos |

### Copa de equipos
| Pos. | Escudería              | Puntos |
| ---- | ---------------------- | ------ |
| 1    | Van Amersfoort Racing  | 651    |
| 2    | US Racing              | 514    |
| 3    | R-ace GP               | 416    |
| 4    | ADAC Berlin-Brandeburg | 353    |
| 5    | Prema Theodore Racing  | 104    |
| 6    | Iron Lynx              | 0      |